# Réponse à tout
Ne pas confondre avec le magazine Réponse à tout !
Réponse à tout est un jeu télévisé créé par Henri Kubnick, diffusé du 3 janvier 1972 au 2 avril 1982 sur la première chaîne de l'ORTF puis sur TF1. Et rediffusé sur INA 70, depuis le 6 mars 2024.

## Histoire
La première émission est diffusée le 3 janvier 1972, avant le journal télévisé Télé-Soir, sur la première chaîne de l'ORTF. Elle est présentée par Lucien Jeunesse et Annick Beauchamps. L'animateur est remplacé par Pierre Guillermo en 1975 et 1976, puis par Louis Bozon de 1976 à 1982. L'animatrice est remplacée par Dorothée puis par Carole Chabrier. À partir de janvier 1976, l'émission passe chaque midi sur TF1 et FR 3 de 12 h 15 à 12 h 30.
NB. Dorothée animait l'émission sous ses véritables nom et prénom, soit Frédérique Hoschedé.

## Principe
Réponse à tout s'inspire du Jeu des mille francs, également créé par Henri Kubnick, diffusé par France Inter. Les candidats doivent répondre à des questions conçues et posées par des téléspectateurs. Les questionnaires « balaient des domaines suffisamment variés pour intéresser une grande partie des téléspectateurs ».